# 刺狀急流

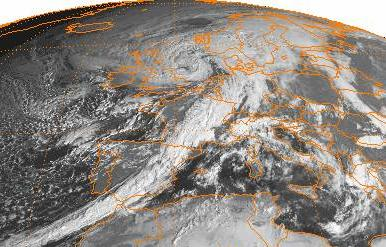
1987年強烈風暴

刺狀急流是根據海洋氣旋的夏皮羅 - 凱澤模型假定在溫帶氣旋引起一些具破壞性的風所發展出的一種天氣現象。

## 概念
雷丁大學基思·布朗宁教授領導1987年強烈風暴的再分析研究，研究人員發現在該氣旋的中對流南側有一股具破壞性的強風，而被觀測到強風伴隨著水氣形成急流像蠍子般圍繞氣象系統的現象，被研究人員稱為「刺狀急流」。
據推測，中對流層雲頂的強風區隨著急流下沉後，會導致水氣冷卻與凝結，使得中心最高持續風速持續增強，並導致氣流的雲團更加密集，而當此強風伴隨著的水氣勾住氣旋中心後，會加速急流的下沉，並有可能產生超過的80節（41每秒；150每小時）的最高持續風速。
隨後，這天氣現象在高解析度的單一化模式中逐漸被重視，刺狀急流並不同於普通的強風區，而是和暖濕空氣的輸送帶與冷鋒的交會有關，而有研究稱，此現象也可能發生在結構對稱的氣旋系統上，並對其帶來不穩定性，但此說法仍須被量化證明。
值得注意的是，2007年溫帶氣旋蒂珞被觀測出其具有上述的現象，但並沒有被發現有刺狀急流的特徵。

## 其他狀況
在太平洋上空所產生對美加地區影響的太平洋西北風暴透過氣象衛星雲圖觀測，並未有刺狀急流的存在，而在氣旋的結構分析中亦較不被重視。
在現今的高分辨率數值天氣預報中，可計算出接近現實的風力，而不需要透過噴流動力學進行推算。

## 來源出處
1. ↑  刘燕飞.  (PDF). 气候变化科学专辑. 2018, 8 (8): 9–10  [2020-08-10]. （原始内容存档 (PDF)于2018-12-06）.
2. ↑  Schultz, David M.; Browning, Keith A. . Weather. 2017-03, 72 (3): 63–66. doi:10.1002/wea.2795.
3. ↑  Browning, Keith; Peter Clark; Tim Hewson; Robert Muir-Wood. . The Royal Society. 2003  [2013-03-27]. （原始内容存档于2013-05-31）.
4. ↑  . Booty.org. 2007-10-17  [2020-08-10]. （原始内容存档于2007-09-17）.
5. ↑  . UWERN newsletter. 2007-10-17  [2020-08-10]. （原始内容存档于2003-12-14）.
6. 1 2  Gray, S. L.; Martínez-Alvarado, O.; Baker, L. H.; Clark, P. A. . Quarterly Journal of the Royal Meteorological Society. 2011, 137 (659): 1482–1500. Bibcode:2011QJRMS.137.1482G. doi:10.1002/qj.859.
7. ↑  Doyle, Chris; Ruping, Mo.  (PDF). National Laboratory for Coastal and Mountain Meteorology, Environment and Climate Change Canada, Technical Report 2015-001 National Laboratory for Coastal and Mountain Meteorology. 2015-12-16  [2016-04-14]. （原始内容存档 (PDF)于2016-04-22）.
8. 1 2  Mass, Clifford; Dotson, Brigid. . Monthly Weather Review. 2010, 138 (7): 2499–2527. Bibcode:2010MWRv..138.2499M. doi:10.1175/2010MWR3213.1.

## 外部連結

### 延伸閱讀
- （英文）Quarterly Journal of the Royal Meteorological Society 140: 96 – 110, January 2014 Idealised simulations of sting-jet cyclones （页面存档备份，存于）
- （英文）NOAA Conditional Symmetric Iinstability (CSI) homepage （页面存档备份，存于）